# Mundochthonius japonicus scolytidis
Mundochthonius japonicus scolytidis es una subespecie de arácnido  del orden Pseudoscorpionida de la familia Chthoniidae.

## Distribución geográfica
Se encuentra en Japón.